# Jetta VA7

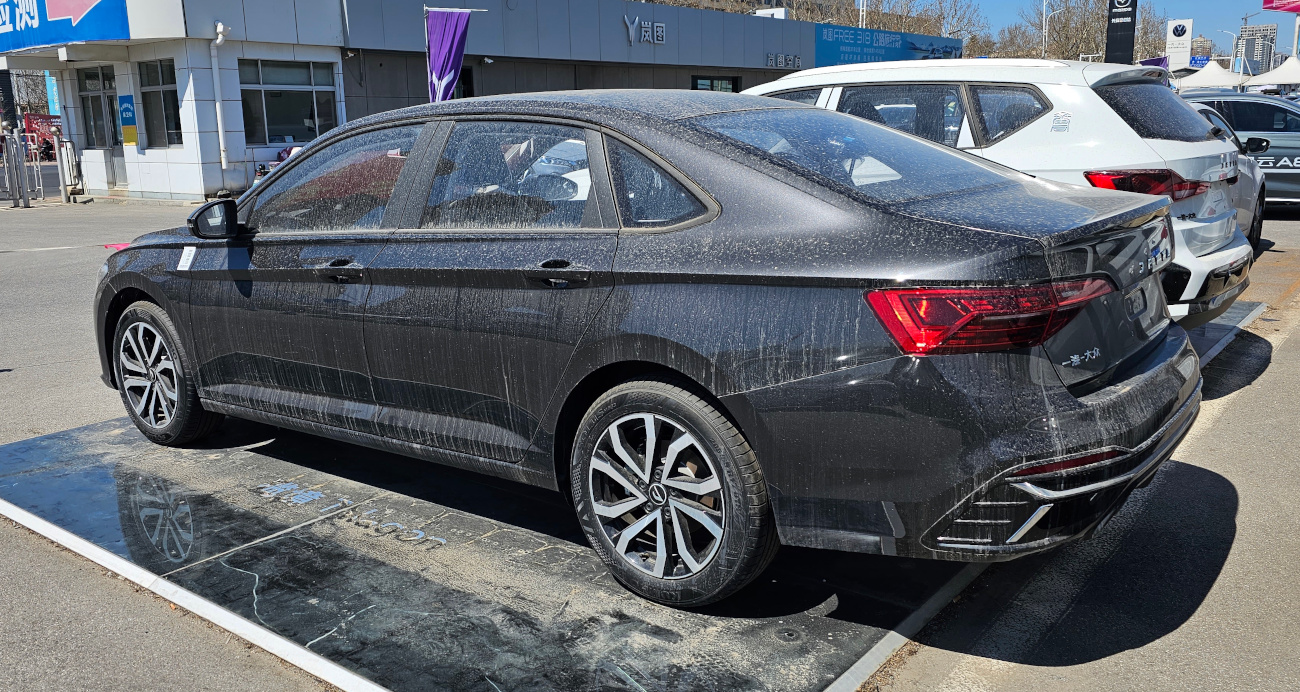
Heckansicht

Der Jetta VA7 ist eine Limousine der Kompaktklasse der zu FAW-Volkswagen gehörenden Marke Jetta. Er wird ausschließlich in der Volksrepublik China angeboten.

## Geschichte
Vorgestellt wurde das Fahrzeug als erstes neues Modell der Marke seit dem VS7 im November 2024. Die Serienproduktion begann im darauffolgenden Monat in Chengdu. Technisch basiert der VA7 auf der dritten Generation des VW Sagitar, die in China seit 2019 verkauft wird. Beide Modelle nutzen den Modularen Querbaukasten der Volkswagen AG.

## Technik
Der Jetta VA7 ist 4,77 Meter lang, 1,79 Meter breit und 1,47 Meter hoch. Das Leergewicht beträgt 1361 kg, das Kofferraumvolumen wird mit 553 Liter angegeben. Es gibt ihn ausschließlich mit einem 1,4-Liter-TSI-Motor vom Typ EA211 mit 110 kW (150 PS) und 7-Stufen-Doppelkupplungsgetriebe. Der Motor war im Sagitar bis 2022 verfügbar. Aus dem Stand auf 100 km/h soll die Limousine in 9,2 Sekunden beschleunigen; die Höchstgeschwindigkeit wird mit 200 km/h angegeben.
|                                | VA7                              |
| ------------------------------ | -------------------------------- |
| Bauzeitraum                    | seit 12/2024                     |
| Motorbaureihe                  | VW EA211                         |
| Motorart                       | Ottomotor                        |
| Motortyp                       | Reihenbauart, Direkteinspritzung |
| Zylinder/Ventile               | 4/16                             |
| Hubraum                        | 1395 cm³                         |
| max. Leistung bei min−1        | 110 kW (150 PS) bei 5000–6000    |
| max. Drehmoment bei min−1      | 250 Nm bei 1750–3000             |
| Antriebsart                    | Vorderradantrieb                 |
| Getriebe, serienmäßig          | 7-Stufen-Doppelkupplungsgetriebe |
| Leergewicht                    | 1361 kg                          |
| Beschleunigung, 0–100 km/h     | 9,2 s                            |
| Höchstgeschwindigkeit          | 200 km/h                         |
| Kraftstoffverbrauch auf 100 km | 5,9 l Super                      |
| Abgasnorm                      | China VI                         |